# Marta Zolynska
Marta Zolynska (* September 1987 in Polen) ist eine polnische Schauspielerin und Model.

## Leben
Marta Zolynska hatte Rollen in Fernsehserien wie zum Beispiel Rules of Engagement, Entourage oder CSI: Den Tätern auf der Spur. 2005 spielte sie im Thriller Der Zodiac-Killer – neben Robin Tunney, Rory Culkin und Rex Linn – die Rolle der Lena. 2011 spielte sie im Drama Violent Blue – neben Silvia Šuvadová – die Rolle der Tatjana.

## Filmografie (Auswahl)
- 2004: Zombie Nation
- 2005: Der Zodiac-Killer (The Zodiac)
- 2009: Rules of Engagement (Fernsehserie, eine Episode)
- 2010: Men of a Certain Age (Fernsehserie, eine Episode)
- 2010: 1000 Ways to Die (Fernsehserie, eine Episode)
- 2010: Mob Rules – Der Gangsterkrieg (Tic)
- 2010: Deadliest Warrior (Fernsehserie, eine Episode)
- 2010: Entourage (Fernsehserie, eine Episode)
- 2010: Gigantic (Fernsehserie, eine Episode)
- 2011: Hollywood Sex Wars
- 2011: Violent Blue
- 2011: CSI: Den Tätern auf der Spur (CSI: Crime Scene Investigation, Fernsehserie, eine Episode)
- 2011: Franklin & Bash (Fernsehserie, eine Episode)
- 2011: American Nudist
- 2012: The Brides of Sodom
- 2012: Emmanuelle in Wonderland
- 2012: Piranha 2 (Piranha 3DD)